# Chang International Circuit
Het Chang International Circuit is een permanent circuit in de buurt van Buriram in Thailand. Het circuit werd geopend in september 2014 en is ontworpen door Hermann Tilke, die ook diverse Formule 1-circuits heeft ontworpen. Het is het eerste circuit in Thailand dat een Grade 1-licentie van de FIA en een Grade A-licentie van de FIM heeft ontvangen, waardoor het circuit Formule 1- en MotoGP-races mag organiseren.
Vanaf 2015 organiseert het circuit races van het wereldkampioenschap superbike en het wereldkampioenschap Supersport, alsmede de TCR International Series. Dat jaar werd ook voor het eerst een race van het World Touring Car Championship georganiseerd, maar deze race werd na één editie alweer geschrapt vanwege organisatorische problemen. Vanaf 2018 organiseert het circuit ook een race in het wereldkampioenschap wegrace.